# Natascha Heuser
Natascha Heuser (* 11. September 1982 in Marburg) ist eine deutsche Basketballspielerin aus Marburg.

## Leben
Sie kam 2002 von der SG Niederwalgern/Wenkbach zum BC Marburg und gab ihr Debüt in der Bundesligamannschaft in der Saison 2003/2004 beim 92:68-Sieg Dorstens gegen Marburg. Die 1,78 m große Sportlerin wurde sowohl in der 1. Bundesliga, der 2. Bundesliga als auch in der Regionalliga eingesetzt. In der Saison 2006/2007 spielte sie auf eigenen Wunsch nicht im Bundesligateam, zur Saison 2007/2008 wurde sie in den erweiterten Kader des Bundesligateams des BC Marburg nominiert und spielte fast alle Begegnungen.
In der Saison 2009/10 gewann sie mit dem BC Marburg die Bronze-Medaille der Deutschen Meisterschaft. In der Saison 2010/2011 wurde sie bei Spielen der Bundesligamannschaft gemeldet, da es zu verletzungs- und krankheitsbedingten Ausfällen im Kader kam. Ursprünglich wollte Heuser nur noch im Regionalligateam antreten. Mitten in der Saison 2012/2013 wechselte Natascha Heuser wegen der Umstände der Entlassung Aleksandra Kojićs nach Grünberg zu den Bender Baskets Grünberg. Dort spielte sie zunächst überwiegend in der Regionalligamannschaft, wurde aber in der Saison 2014/2015 Stammspielerin in der 1. Mannschaft, die in der 2. Bundesliga Gruppe Nord antritt. Im März 2016 beendete sie ihre Basketballkarriere.
Die Sparkassenfachwirtin war bis Oktober 2011 im Vorstand des BC Marburg für die Finanzen verantwortlich. Nachdem Vorstandskollegen die Ablösung der damals für den Jugendbereich U20 zuständigen, hauptamtlichen Bundestrainerin Alexandra Maerz forderten – die gleichzeitig Hauptverantwortliche für die sportliche Umsetzung am neuen weiblichen DBB-Leistungsstützpunkt in Grünberg/Marburg war – legte Natascha Heuser, kurze Zeit nach ihrer Wiederwahl in den Vorstand des BC Marburg, ihr Amt nieder.